# Gran Premio del Portogallo
Il Gran Premio del Portogallo è stata una gara automobilistica di Formula 1 che si è svolta nel 1958 e nel 1960 sul Circuito Boavista, nel 1959 sul Circuito di Monsanto, dal 1984 al 1996 sul Circuito di Estoril e tra il 2020 e il 2021 all'Autódromo Internacional do Algarve.

## Albo d'oro
Le edizioni indicate con sfondo rosa non appartenevano al Campionato mondiale di Formula 1.

| Anno        | Circuito      | Pilota                | Vettura                | Resoconto     |
| ----------- | ------------- | --------------------- | ---------------------- | ------------- |
| 1951        | Boavista      | Casimiro de Oliveira  | Ferrari                | Resoconto     |
| 1952        | Boavista      | Eugenio Castellotti   | Ferrari                | Resoconto     |
| 1953        | Boavista      | Mané Nogueira Pinto   | Ferrari                | Resoconto     |
| 1954        | Monsanto      | José Froilán González | Ferrari                | Resoconto     |
| 1955        | Boavista      | Jean Behra            | Maserati               | Resoconto     |
| 1956        | Non disputato | Non disputato         | Non disputato          | Non disputato |
| 1957        | Monsanto      | Juan Manuel Fangio    | Maserati               | Resoconto     |
| 1958        | Boavista      | Stirling Moss         | Vanwall                | Resoconto     |
| 1959        | Monsanto      | Stirling Moss         | Cooper-Climax          | Resoconto     |
| 1960        | Boavista      | Jack Brabham          | Cooper-Climax          | Resoconto     |
| 1961 - 1963 | Non disputato | Non disputato         | Non disputato          | Non disputato |
| 1964        | Cascais       | Chris Kerrison        | Ferrari                | Resoconto     |
| 1965        | Cascais       | Rodney Banting        | Cooper-Ford            | Resoconto     |
| 1966        | Cascais       | Jürg Dubler           | Brabham-Ford           | Resoconto     |
| 1967 - 1983 | Non disputato | Non disputato         | Non disputato          | Non disputato |
| 1984        | Estoril       | Alain Prost           | McLaren-TAG Porsche    | Resoconto     |
| 1985        | Estoril       | Ayrton Senna          | Lotus-Renault          | Resoconto     |
| 1986        | Estoril       | Nigel Mansell         | Williams-Honda         | Resoconto     |
| 1987        | Estoril       | Alain Prost           | McLaren-TAG Porsche    | Resoconto     |
| 1988        | Estoril       | Alain Prost           | McLaren-Honda          | Resoconto     |
| 1989        | Estoril       | Gerhard Berger        | Ferrari                | Resoconto     |
| 1990        | Estoril       | Nigel Mansell         | Ferrari                | Resoconto     |
| 1991        | Estoril       | Riccardo Patrese      | Williams-Renault       | Resoconto     |
| 1992        | Estoril       | Nigel Mansell         | Williams-Renault       | Resoconto     |
| 1993        | Estoril       | Michael Schumacher    | Benetton-Ford Cosworth | Resoconto     |
| 1994        | Estoril       | Damon Hill            | Williams-Renault       | Resoconto     |
| 1995        | Estoril       | David Coulthard       | Williams-Renault       | Resoconto     |
| 1996        | Estoril       | Jacques Villeneuve    | Williams-Renault       | Resoconto     |
| 1997 - 2019 | Non disputato | Non disputato         | Non disputato          | Non disputato |
| 2020        | Algarve       | Lewis Hamilton        | Mercedes               | Resoconto     |
| 2021        | Algarve       | Lewis Hamilton        | Mercedes               | Resoconto     |

## Statistiche
Le statistiche si riferiscono alle sole edizioni valide per il campionato del mondo di Formula 1 e sono aggiornate al Gran Premio del Portogallo 2021.

### Vittorie per pilota
| Pos. | Pilota             | Vittorie |
| ---- | ------------------ | -------- |
| 1    | Alain Prost        | 3        |
| =    | Nigel Mansell      | 3        |
| 3    | Stirling Moss      | 2        |
| =    | Lewis Hamilton     | 2        |
| 5    | Jack Brabham       | 1        |
| =    | Ayrton Senna       | 1        |
| =    | Gerhard Berger     | 1        |
| =    | Riccardo Patrese   | 1        |
| =    | Michael Schumacher | 1        |
| =    | Damon Hill         | 1        |
| =    | David Coulthard    | 1        |
| =    | Jacques Villeneuve | 1        |

### Vittorie per costruttore
| Pos. | Costruttore | Vittorie |
| ---- | ----------- | -------- |
| 1    | Williams    | 6        |
| 2    | McLaren     | 3        |
| 3    | Cooper      | 2        |
| =    | Ferrari     | 2        |
| =    | Mercedes    | 2        |
| 6    | Vanwall     | 1        |
| =    | Lotus       | 1        |
| =    | Benetton    | 1        |

### Vittorie per motore
| Pos. | Motore        | Vittorie |
| ---- | ------------- | -------- |
| 1    | Renault       | 6        |
| 2    | Climax        | 2        |
| =    | TAG Porsche   | 2        |
| =    | Honda         | 2        |
| =    | Ferrari       | 2        |
| =    | Mercedes      | 2        |
| 7    | Vanwall       | 1        |
| =    | Ford-Cosworth | 1        |

### Pole position per pilota
| Pos. | Pilota           | Pole |
| ---- | ---------------- | ---- |
| 1    | Ayrton Senna     | 3    |
| 2    | Stirling Moss    | 2    |
| =    | Nigel Mansell    | 2    |
| =    | Gerhard Berger   | 2    |
| =    | Damon Hill       | 2    |
| 6    | John Surtees     | 1    |
| =    | Nelson Piquet    | 1    |
| =    | Alain Prost      | 1    |
| =    | Riccardo Patrese | 1    |
| =    | David Coulthard  | 1    |
| =    | Lewis Hamilton   | 1    |
| =    | Valtteri Bottas  | 1    |

### Pole position per costruttore
| Pos. | Costruttore | Pole |
| ---- | ----------- | ---- |
| 1    | Williams    | 5    |
| 2    | Lotus       | 3    |
| =    | Ferrari     | 3    |
| 4    | McLaren     | 2    |
| =    | Mercedes    | 2    |
| 6    | Vanwall     | 1    |
| =    | Cooper      | 1    |
| =    | Brabham     | 1    |

### Pole position per motore
| Pos. | Motore   | Pole |
| ---- | -------- | ---- |
| 1    | Renault  | 7    |
| 2    | Ferrari  | 3    |
| 3    | Climax   | 2    |
| =    | Honda    | 2    |
| =    | Mercedes | 2    |
| 6    | Vanwall  | 1    |
| =    | BMW      | 1    |

### Giri veloci per pilota
| Pos. | Pilota             | GPV |
| ---- | ------------------ | --- |
| 1    | Gerhard Berger     | 3   |
| 2    | Nigel Mansell      | 2   |
| =    | Ayrton Senna       | 2   |
| =    | David Coulthard    | 2   |
| 5    | Mike Hawthorn      | 1   |
| =    | Stirling Moss      | 1   |
| =    | John Surtees       | 1   |
| =    | Niki Lauda         | 1   |
| =    | Riccardo Patrese   | 1   |
| =    | Damon Hill         | 1   |
| =    | Jacques Villeneuve | 1   |
| =    | Lewis Hamilton     | 1   |
| =    | Valtteri Bottas    | 1   |

### Giri veloci per costruttore
| Pos. | Pilota   | GPV |
| ---- | -------- | --- |
| 1    | Williams | 7   |
| 2    | Ferrari  | 4   |
| 3    | Lotus    | 2   |
| =    | McLaren  | 2   |
| =    | Mercedes | 2   |
| 6    | Cooper   | 1   |

### Giri veloci per motore
| Pos. | Pilota      | GPV |
| ---- | ----------- | --- |
| 1    | Renault     | 7   |
| 2    | Ferrari     | 4   |
| 3    | Climax      | 2   |
| =    | Honda       | 2   |
| =    | Mercedes    | 2   |
| 6    | TAG Porsche | 1   |

### Podi per pilota
| Pos. | Pilota             | Podi |
| ---- | ------------------ | ---- |
| 1    | Alain Prost        | 7    |
| 2    | Ayrton Senna       | 5    |
| 3    | Damon Hill         | 4    |
| 4    | Nigel Mansell      | 3    |
| =    | Gerhard Berger     | 3    |
| =    | Michael Schumacher | 3    |
| 7    | Stirling Moss      | 2    |
| =    | Nelson Piquet      | 2    |
| =    | David Coulthard    | 2    |
| =    | Lewis Hamilton     | 2    |
| =    | Valtteri Bottas    | 2    |
| =    | Max Verstappen     | 2    |

### Podi per costruttore
| Pos. | Costruttore | Podi |
| ---- | ----------- | ---- |
| 1    | Williams    | 13   |
| 2    | McLaren     | 11   |
| 3    | Ferrari     | 9    |
| 4    | Cooper      | 4    |
| =    | Mercedes    | 4    |
| 6    | Benetton    | 3    |
| 7    | Vanwall     | 2    |
| =    | Lotus       | 2    |
| =    | Red Bull    | 2    |
| 10   | Toleman     | 1    |
| =    | Renault     | 1    |
| =    | March       | 1    |
| =    | Onyx        | 1    |

### Podi per motore
| Pos. | Motore        | Podi |
| ---- | ------------- | ---- |
| 1    | Renault       | 13   |
| 2    | Honda         | 11   |
| 3    | Ferrari       | 9    |
| 4    | Climax        | 5    |
| 5    | TAG Porsche   | 4    |
| =    | Mercedes      | 4    |
| 7    | Ford-Cosworth | 3    |
| 8    | Vanwall       | 2    |
| 9    | Hart          | 1    |
| =    | Judd          | 1    |

### Punti per pilota
| Pos. | Pilota             | Punti |
| ---- | ------------------ | ----- |
| 1    | Lewis Hamilton     | 51    |
| 2    | Alain Prost        | 49    |
| 3    | Valtteri Bottas    | 34    |
| 4    | Ayrton Senna       | 33    |
| =    | Max Verstappen     | 33    |
| 6    | Nigel Mansell      | 30    |
| 7    | Gerhard Berger     | 28    |
| 8    | Damon Hill         | 24    |
| 9    | Michael Schumacher | 21    |
| 10   | Charles Leclerc    | 20    |

### Punti per costruttore
| Pos. | Costruttore | Punti |
| ---- | ----------- | ----- |
| 1    | McLaren     | 98    |
| 2    | Ferrari     | 97    |
| 3    | Williams    | 95    |
| 4    | Mercedes    | 85    |
| 5    | Red Bull    | 45    |
| 6    | Benetton    | 41    |
| 7    | Cooper      | 34    |
| 8    | Lotus       | 24    |
| 9    | Renault     | 20    |
| 10   | Vanwall     | 12    |

### Punti per motore
| Pos. | Motore        | Punti |
| ---- | ------------- | ----- |
| 1    | Renault       | 132   |
| 2    | Honda         | 116   |
| 3    | Mercedes      | 103   |
| 4    | Ferrari       | 100   |
| 5    | Ford-Cosworth | 42    |
| 6    | Climax        | 39    |
| 7    | TAG Porsche   | 32    |
| 8    | Vanwall       | 12    |
| 9    | Hart          | 7     |
| 10   | Judd          | 6     |